# Гун Лицзяо
Гун Лицзя́о (кит. упр. 巩立姣, пиньинь Gǒng Lìjiāo; род. 24 января 1989, Холу) — китайская легкоатлетка, толкатель ядра, олимпийская чемпионка и призёр Олимпийских игр, двукратная чемпионка мира 2017 и 2019 годов, многократный призёр мировых чемпионатов.

## Биография
Гун Лицзяо родилась в 1989 году в уезде Холу провинции Хэбэй.
На Олимпийских играх 2008 года Гун Лицзяо показала пятый результат. В 2009 году она завоевала бронзовую медаль чемпионата мира. На Олимпийских играх 2012 года Гун Лицзяо показала четвёртый результат, однако в связи с тем, что допинг-тест у продемонстрировавшей лучший результат Надежды Остапчук дал положительный результат, Гун Лицзяо стала обладательницей серебряной медали.
На предолимпийском чемпионате мира 2019 года, который состоялся в столице Катара, китайская спортсменка толкнула снаряд на 19,55 метра и стала двукратной чемпионкой мира.
На Олимпийских играх в Токио в 2021 году Гун Лицзяо выиграла золото с личным рекордом — 20,58 м. Американка Рейвен Сондерс уступила китаянке 79 см, а Валери Адамс — 96 см. При этом Гун Лицзяо показала пять лучших результатов финала.
На чемпионате мира 2022 года с результатом 20,39 м заняла второе место. Эта медаль стала для китаянки шестой на чемпионатах мира на открытом воздухе.
На чемпионате мира 2023 года завоевала бронзу в толкании ядра (19,69 м), доведя количество своих наград с чемпионатов мира до 7.